# Giro di Sardegna 1963
Il Giro di Sardegna 1963, sesta edizione della corsa, si svolse dal 24 febbraio al 1º marzo 1963 su un percorso di 1068 km, suddiviso su 6 tappe, la seconda suddivisa su due semitappe, con partenza da Roma e arrivo a Sassari. La vittoria fu appannaggio dell'italiano Arnaldo Pambianco, che completò il percorso in 29h40'55", precedendo il belga Rik Van Looy ed il connazionale Franco Cribiori.

## Tappe
| Tappa  | Data        | Percorso                  | km   | Vincitore di tappa  | Leader cl. generale |
| ------ | ----------- | ------------------------- | ---- | ------------------- | ------------------- |
| 1ª     | 24 febbraio | Roma > Civitavecchia      | 190  | Angelino Soler      | Angelino Soler      |
| 2ª-1   | 25 febbraio | Olbia > Tempio Pausania   | 46   | Vito Taccone        | Arnaldo Pambianco   |
| 2ª-2   | 25 febbraio | Tempio Pausania > Alghero | 129  | Vito Taccone        | Arnaldo Pambianco   |
| 3ª     | 26 febbraio | Alghero > Oristano        | 165  | Martin Vangeneugden | Arnaldo Pambianco   |
| 4ª     | 27 febbraio | Oristano > Cagliari       | 163  | Rik Van Looy        | Arnaldo Pambianco   |
| 5ª     | 28 febbraio | Cagliari > Nuoro          | 208  | Vittorio Adorni     | Arnaldo Pambianco   |
| 6ª     | 1º marzo    | Nuoro > Sassari           | 167  | Vittorio Adorni     | Arnaldo Pambianco   |
| Totale | Totale      | Totale                    | 1068 |                     |                     |

## Dettagli delle tappe

### 1ª tappa
- 24 febbraio: Roma > Civitavecchia – 190 km

Risultati
| Pos. | Corridore         | Squadra   | Tempo    |
| ---- | ----------------- | --------- | -------- |
| 1    | Angelino Soler    | Faema-Fl. | 4h47'03" |
| 2    | Arnaldo Pambianco | Salvarani | a 2'45"  |
| 3    | Rik Van Looy      | G.B.C.    | a 5'17"  |

| Pos. | Corridore      | Squadra   | Tempo |
| ---- | -------------- | --------- | ----- |
| 1    | Angelino Soler | Faema-Fl. | ?     |

### 2ª tappa, 1ª semitappa
- 25 febbraio: Olbia > Tempio Pausania – 46 km

Risultati
| Pos. | Corridore           | Squadra  | Tempo    |
| ---- | ------------------- | -------- | -------- |
| 1    | Vito Taccone        | Lygie    | 1h15'52" |
| 2    | Imerio Massignan    | Legnano  | a 8"     |
| 3    | Graziano Battistini | I.B.A.C. | s.t.     |

| Pos. | Corridore         | Squadra   | Tempo |
| ---- | ----------------- | --------- | ----- |
| 1    | Arnaldo Pambianco | Salvarani | ?     |

### 2ª tappa, 2ª semitappa
- 25 febbraio: Tempio Pausania > Alghero – 129 km

Risultati
| Pos. | Corridore         | Squadra   | Tempo    |
| ---- | ----------------- | --------- | -------- |
| 1    | Vito Taccone      | Lygie     | 3h21'23" |
| 2    | Dino Liviero      | Lygie     | a 6"     |
| 3    | Arnaldo Pambianco | Salvarani | s.t.     |

| Pos. | Corridore         | Squadra   | Tempo |
| ---- | ----------------- | --------- | ----- |
| 1    | Arnaldo Pambianco | Salvarani | ?     |

### 3ª tappa
- 26 febbraio: Alghero > Oristano – 165 km

Risultati
| Pos. | Corridore           | Squadra | Tempo    |
| ---- | ------------------- | ------- | -------- |
| 1    | Martin Vangeneugden | G.B.C.  | 4h19'10" |
| 2    | Vittorio Adorni     | Cynar   | S.T.     |
| 3    | Edgard Sorgeloos    | G.B.C.  | s.t.     |

| Pos. | Corridore         | Squadra   | Tempo |
| ---- | ----------------- | --------- | ----- |
| 1    | Arnaldo Pambianco | Salvarani | ?     |

### 4ª tappa
- 27 febbraio: Oristano > Cagliari – 163 km

Risultati
| Pos. | Corridore     | Squadra  | Tempo    |
| ---- | ------------- | -------- | -------- |
| 1    | Rik Van Looy  | G.B.C.   | 4h17'05" |
| 2    | Walter Martin | I.B.A.C. | s.t.     |
| 3    | Marino Vigna  | Legnano  | s.t.     |

| Pos. | Corridore         | Squadra   | Tempo |
| ---- | ----------------- | --------- | ----- |
| 1    | Arnaldo Pambianco | Salvarani | ?     |

### 5ª tappa
- 28 febbraio: Cagliari > Nuoro – 208 km

Risultati
| Pos. | Corridore       | Squadra     | Tempo    |
| ---- | --------------- | ----------- | -------- |
| 1    | Vittorio Adorni | Cynar       | 6h25'01" |
| 2    | Rik Van Looy    | G.B.C.      | a 1'17"  |
| 3    | Bas Maliepaard  | Saint-Raph. | s.t.     |

| Pos. | Corridore         | Squadra   | Tempo |
| ---- | ----------------- | --------- | ----- |
| 1    | Arnaldo Pambianco | Salvarani | ?     |

### 6ª tappa
- 1º marzo: Nuoro > Sassari – 167 km

Risultati
| Pos. | Corridore           | Squadra  | Tempo    |
| ---- | ------------------- | -------- | -------- |
| 1    | Vittorio Adorni     | Cynar    | 5h09'16" |
| 2    | Vito Taccone        | Lygie    | s.t.     |
| 3    | Graziano Battistini | I.B.A.C. | s.t.     |

| Pos. | Corridore         | Squadra   | Tempo     |
| ---- | ----------------- | --------- | --------- |
| 1    | Arnaldo Pambianco | Salvarani | 29h40'55" |
| 2    | Rik Van Looy      | G.B.C.    | a 2'08"   |
| 3    | Franco Cribiori   | Gazzola   | a 3'20"   |

## Classifiche finali

### Classifica generale
| Pos. | Corridore           | Squadra              | Tempo     |
| ---- | ------------------- | -------------------- | --------- |
| 1    | Arnaldo Pambianco   | Salvarani            | 29h40'55" |
| 2    | Rik Van Looy        | G.B.C.-Libertas      | a 2'08"   |
| 3    | Franco Cribiori     | Gazzola              | a 3'20"   |
| 4    | Martin Vangeneugden | G.B.C.-Libertas      | a 4'21"   |
| 5    | Aldo Moser          | San Pellegrino-Firte | a 5'02"   |
| 6    | Graziano Battistini | I.B.A.C.             | a 5'13"   |
| 7    | Joseph Planckaert   | Faema-Flandria       | a 5'14"   |
| 8    | Vittorio Adorni     | Cynar                | a 5'16"   |
| 9    | Imerio Massignan    | Legnano              | a 6'09"   |
| 10   | Edgard Sorgeloos    | G.B.C.-Libertas      | a 6'28"   |